# Rafael Cabral
Rafael Cabral Barbosa (Sorocaba, 1990. május 20. –) brazil válogatott labdarúgó, az amerikai Real Salt Lake játékosa. 

## Pályafutása

### Klubcsapatokban
A Sorocabában született Rafael 2003-ban csatlakozott a Santos ifjúsági akadémiájához. 2010-ben került fel az első csapat keretéhez. Június 2-án, a Cruzeiro elleni 0-0-s bajnoki mérkőzésen mutatkozott be a csapatban. Ebben az idényben állami bajnokságot és Brazil Kupát nyert a csapattal.  
Egy évvel később ugyancsak első lett a Santosszal a paulistai állami bajnokságban és pályára lépett a Copa Libertadoresben is, amelyet megnyert a klubbal. 2012-ben egymást követő harmadik alkalommal lett az állami bajnokság legjobbja a Santos, ezenkívül megnyerték a Recopa Sudamericánát.
2013. július 11-én az olasz Napoli szerződtette. 2013. december 7-én debütált új csapatában, bár az első szezonjában többnyire José Manuel Reina cseréjeként számítottak rá. December 11-én a Bajnokok Ligájában is bemutatkozott az Arsenal elleni csoportmérkőzésen. 2014. február 20-án térdszalag szakadást szenvedett, így a szezon hátralevő részét ki kellett hagynia.
Reina távozása után a 2014-2015-ös idény kezdetétől ő lett a Napoli első számú kapusa. December 22-én, a Juventus elleni Szuperkupa-találkozón két tizenegyest is kivédett a büntetőpárbajban, így nagy mértékben hozzájárult ahhoz, hogy a Napoli megnyerje a kupát. Mariano Andújar érkezését követően elvesztette helyét a kezdőcsapatban, amelyben 23 alkalommal kapott helyet. Az ezt követő három szezonban mindössze egy bajnoki találkozón kapott lehetőséget, miután Reina visszatért a csapathoz és érkezett kölcsönbe a klubhoz Gabriel Vasconcelos Ferreira. 
2018 nyarán a Sampdoria igazolta le. December 4-én az Olasz Kupában mutatkozott be a csapatban a SPAL elleni mérkőzésen.
2019. augusztus 6-án a Reading bejelentette, hogy három éves szerződést kötöttek. A 2019–2020-as szezonban az év játékosának választották meg klubjában. 2022. január 17-én közös megegyezéssel felbontotta a szerződését.

### A válogatottban
2012 májusában az amerikaiak elleni felkészülési mérkőzésen mutatkozott be a brazil válogatottban. Tagja volt a 2012-es olimpiára készülő válogatott keretnek is, de sérülése miatt nem szerepelhetett a tornán.

## Statisztika
2019. január 12-én frissítve.
| Klub           | Szezon         | Bajnokság     | Bajnokság | Országos kupa | Országos kupa | Nemzetközi kupa | Nemzetközi kupa | Egyéb         | Egyéb | Összesen      | Összesen |
| Klub           | Szezon         | Pályára lépés | Gól       | Pályára lépés | Gól           | Pályára lépés   | Gól             | Pályára lépés | Gól   | Pályára lépés | Gól      |
| -------------- | -------------- | ------------- | --------- | ------------- | ------------- | --------------- | --------------- | ------------- | ----- | ------------- | -------- |
| Santos         | 2010           | 32            | 0         | 2             | 0             | 2               | 0               | —             | —     | 36            | 0        |
| Santos         | 2011           | 32            | 0         | —             | —             | 14              | 0               | 22            | 0     | 68            | 0        |
| Santos         | 2012           | 25            | 0         | —             | —             | 12              | 0               | 16            | 0     | 53            | 0        |
| Santos         | 2013           | 5             | 0         | 4             | 0             | —               | —               | 23            | 0     | 32            | 0        |
| Santos         | Összesen       | 94            | 0         | 6             | 0             | 28              | 0               | 61            | 0     | 189           | 0        |
| Napoli         | 2013–14        | 8             | 0         | 1             | 0             | 2               | 0               | —             | —     | 11            | 0        |
| Napoli         | 2014–15        | 23            | 0         | 0             | 0             | 8               | 0               | 1             | 0     | 32            | 0        |
| Napoli         | 2015–16        | 0             | 0         | 0             | 0             | 0               | 0               | 0             | 0     | 0             | 0        |
| Napoli         | 2016–17        | 1             | 0         | 1             | 0             | 0               | 0               | 0             | 0     | 2             | 0        |
| Napoli         | 2017–18        | 0             | 0         | 0             | 0             | 0               | 0               | 0             | 0     | 0             | 0        |
| Napoli         | Összesen       | 32            | 0         | 2             | 0             | 10              | 0               | 1             | 0     | 45            | 0        |
| Sampdoria      | 2018–19        | 0             | 0         | 2             | 0             | 0               | 0               | 0             | 0     | 2             | 0        |
| Karrier összes | Karrier összes | 126           | 0         | 10            | 0             | 38              | 0               | 62            | 0     | 236           | 0        |

## Sikerei, díjai

### Klubcsapatokkal
Santos
- Paulistai állami bajnok: 2010, 2011, 2012
- Brazil kupagyőztes: 2010
- Copa Libertadores-győztes: 2011
- Recopa Sudamericana-győztes: 2012

Napoli
- Olasz kupagyőztes: 2013–14
- Olasz Szuperkupa-győztes: 2014

### A válogatottal
Brazília
- Superclásico de las Américas: 2014